# 三重県道38号伊勢大宮線
三重県道38号伊勢大宮線（みえけんどう38ごう いせおおみやせん）は、三重県伊勢市から度会郡大紀町に至る主要地方道（三重県道）である。

## 概要

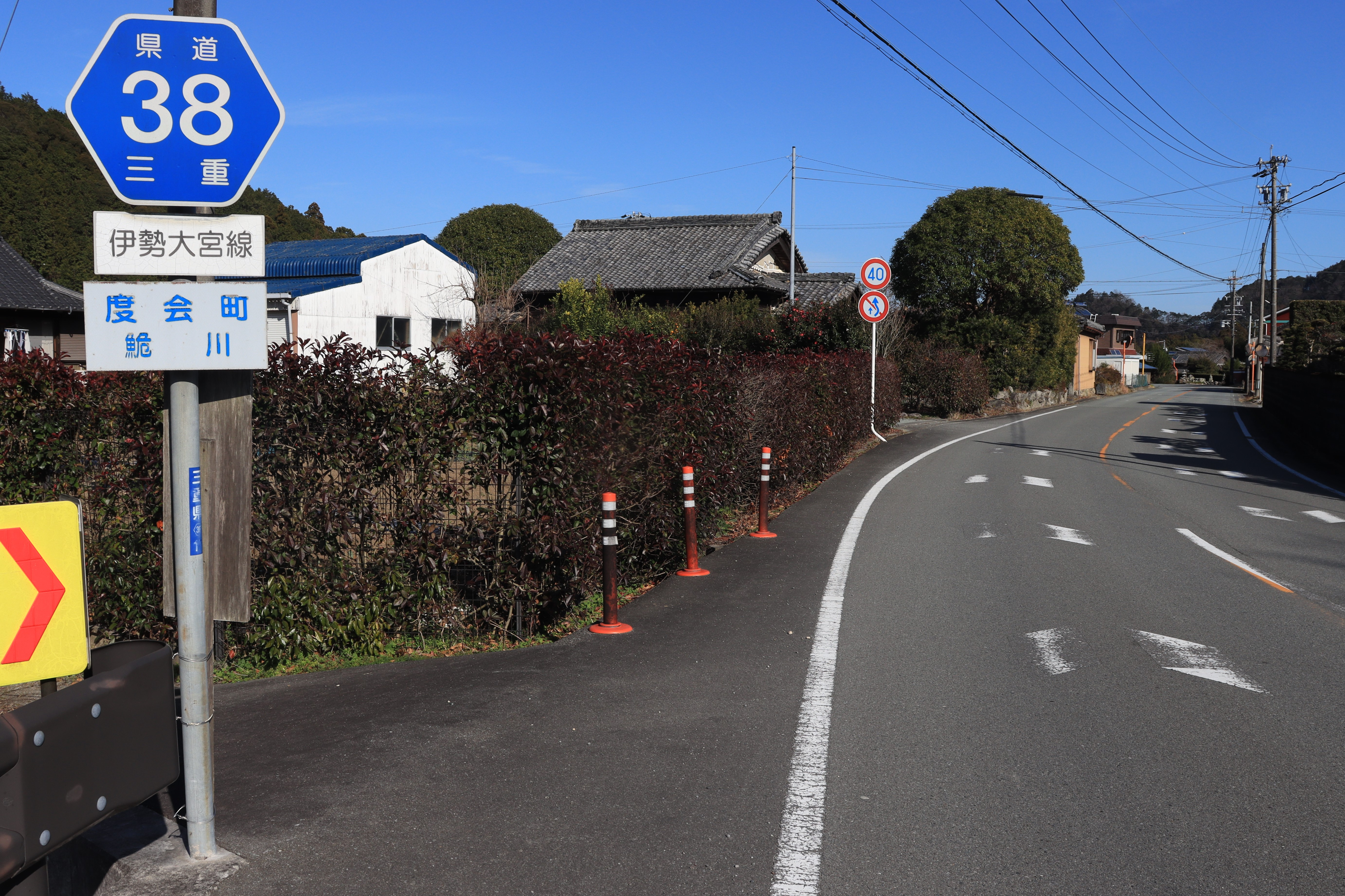
三重県道38号伊勢大宮線、度会郡度会町鮠川にて

度会橋西詰の伊勢市川端町を出発して、宮川を挟んで三重県道22号伊勢南島線と並走しながら度会町中心部の棚橋まで至る。その後は宮川沿いの山中を進み、中川大橋で同川を渡る。大紀町打見から永会までの県道46号との重複区間は宮川支流の藤川沿いを走り、一度大台町（七保峠）に入った後、再び大紀町に戻り、終点となる。

### 路線データ
- 起点：伊勢市川端町字山越206の1番地先[3]（三重県道37号鳥羽松阪線交点、度会橋西詰交差点）
- 終点：度会郡大紀町滝原字椴木山1646番2地先[3]（国道42号交点、出合交差点）
- 総延長：39.223 km

## 歴史
- 1977年（昭和52年）3月18日 - 「三重県道422号滝原伊勢線」を廃止し[4]、「三重県道38号伊勢大宮線」を認定[1]。
- 1993年（平成5年）5月11日 - 建設省から、県道伊勢大宮線が伊勢大宮線として主要地方道に指定される[5]。

## 路線状況

### 重複区間
- 三重県道46号南島大宮大台線（度会郡大紀町打見 - 度会郡大紀町永会）

### 主な道路構造物
- 中川大橋
- 野登瀬橋
- 西の瀬橋

### 利用状況
交通量
| 地点             | 平日12時間        | 平日24時間        |
| 地点             | 2005年度⇒2010年度 | 2005年度⇒2010年度 |
| 度会郡玉城町岩出 | 6,360台⇒6,303台   | 8,268台⇒8,257台   |
| 度会郡度会町長原 | 3,179台⇒2,181台   | 4,164台⇒2,770台   |

## 地理

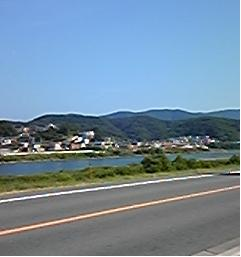
伊勢市川端町付近

### 通過自治体
- 伊勢市
- 度会郡
  - 玉城町
  - 度会町
  - 大紀町
- 多気郡
  - 大台町
- 度会郡
  - 大紀町

### 接続する主な路線

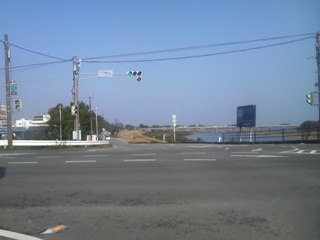
度会橋西詰交差点

- 三重県道37号鳥羽松阪線・三重県道428号伊勢小俣松阪線（起点）
- 三重県道717号岩出田丸線（度会郡玉城町岩出）
- 三重県道169号玉城南勢線 サニーロード（度会町大野木）
- 三重県道65号度会玉城線（度会町棚橋）
- 三重県道119号松阪度会線（度会町坂井）
- 三重県道711号新田野原線（大紀町野原）
- 三重県道46号南島大宮大台線（大紀町永会）
- 三重県道46号南島大宮大台線（大紀町永会）
- 国道42号（終点）

### 沿線にある施設など
- 度会橋
- 三重県立南伊勢高等学校度会校舎
- 三重県立度会特別支援学校
- 度会町立度会小学校（旧内城田小学校）
- 久具都比賣神社
- 大紀町七保出張所
- 大紀町立七保小学校
- 七保郵便局
- 瀧原宮
- 大紀町役場